# Saint-Laurent-l'Abbaye
Pour les articles homonymes, voir Saint-Laurent.
Saint-Laurent-l'Abbaye est une commune française située dans le département de la Nièvre, en région Bourgogne-Franche-Comté.

## Géographie
Saint-Laurent-l'Abbaye est situé en région Bourgogne-Franche-Comté. La superficie de la commune est de 141 hectares ; son altitude varie entre 162 et 201 mètres. Elle compte 214 habitants en 2018.
Le village est implanté dans le quart nord-ouest de la Nièvre dans le canton de Pouilly-sur-Loire, à environ 50 km de Nevers (par la route). Il est situé à 12 km de Donzy et à 9 km au sud-est de Cosne-Cours-sur-Loire, son chef-lieu d'arrondissement.
Le sous-sol est essentiellement composé de roches calcaires, marnes et gypses.

### Climat
Pour des articles plus généraux, voir Climat de la Bourgogne-Franche-Comté et Climat de la Nièvre.
En 2010, le climat de la commune est de type climat océanique dégradé des plaines du Centre et du Nord, selon une étude du Centre national de la recherche scientifique s'appuyant sur une série de données couvrant la période 1971-2000. En 2020, Météo-France publie une typologie des climats de la France métropolitaine dans laquelle la commune est exposée à un climat océanique altéré et est dans la région climatique  Centre et contreforts nord du Massif Central, caractérisée par un air sec en été et un bon ensoleillement. 
Pour la période 1971-2000, la température annuelle moyenne est de 11,1 °C, avec une amplitude thermique annuelle de 15,8 °C. Le cumul annuel moyen de précipitations est de 777 mm, avec 11,1 jours de précipitations en janvier et 7,3 jours en juillet. Pour la période 1991-2020, la température moyenne annuelle observée sur la station météorologique de Météo-France la plus proche, « Léré », sur la commune de Léré à 17 km à vol d'oiseau, est de 11,6 °C et le cumul annuel moyen de précipitations est de 710,5 mm. 
La température maximale relevée sur cette station est de 41,9 °C, atteinte le 25 juillet 2019 ; la température minimale est de −13,3 °C, atteinte le 9 février 2012,,. 
Les paramètres climatiques de la commune ont été estimés pour le milieu du siècle (2041-2070) selon différents scénarios d'émission de gaz à effet de serre à partir des nouvelles projections climatiques de référence DRIAS-2020. Ils sont consultables sur un site dédié publié par Météo-France en novembre 2022.

## Urbanisme

### Typologie
Au 1er janvier 2024, Saint-Laurent-l'Abbaye est catégorisée commune rurale à habitat dispersé, selon la nouvelle grille communale de densité à sept niveaux définie par l'Insee en 2022.
Elle est située hors unité urbaine. Par ailleurs la commune fait partie de l'aire d'attraction de Cosne-Cours-sur-Loire, dont elle est une commune de la couronne,. Cette aire, qui regroupe 30 communes, est catégorisée dans les aires de moins de 50 000 habitants,.

### Occupation des sols
L'occupation des sols de la commune, telle qu'elle ressort de la base de données européenne d’occupation biophysique des sols Corine Land Cover (CLC), est marquée par l'importance des territoires agricoles (82,9 % en 2018), une proportion identique à celle de 1990 (82,9 %). La répartition détaillée en 2018 est la suivante : terres arables (72,7 %), zones urbanisées (17,1 %), cultures permanentes (10,1 %). L'évolution de l’occupation des sols de la commune et de ses infrastructures peut être observée sur les différentes représentations cartographiques du territoire : la carte de Cassini (XVIIIe siècle), la carte d'état-major (1820-1866) et les cartes ou photos aériennes de l'IGN pour la période actuelle (1950 à aujourd'hui).

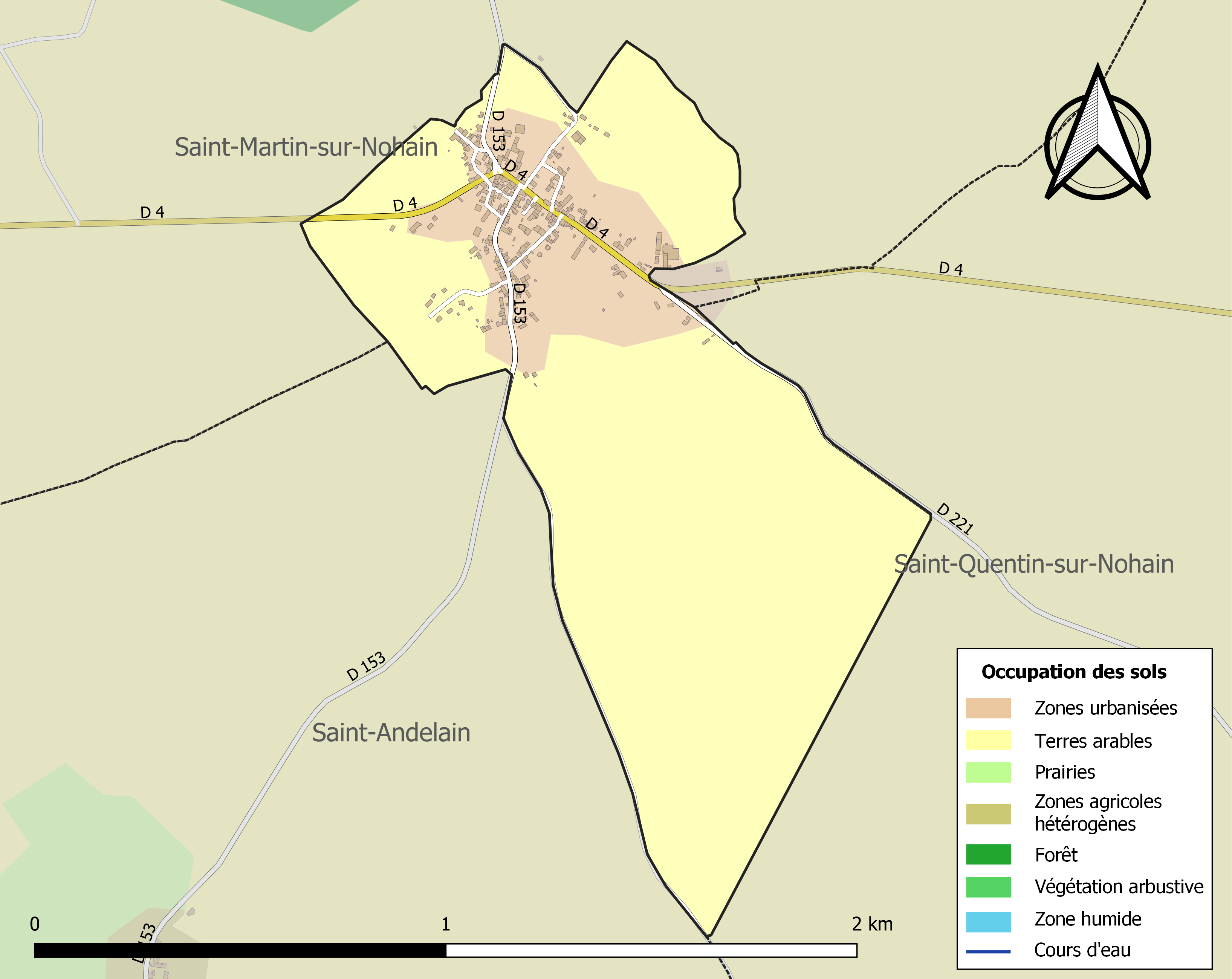
Carte des infrastructures et de l'occupation des sols de la commune en 2018 (CLC).

## Toponymie
On relève les formes suivantes du nom de la commune :  Vulfini monasterium seu Longoretense  (VIe siècle),  Ecclesia Sancti-Laurentii de Abbatia  (1100),  Ecclesia beatorum Laurentii et Hilarii de Abbatia (1160-1167) et  Sainct-Lorent-l'Abbaye, abbatia Sancti-Laurencii-de-Abbacia (1310).

## Histoire
Comme son nom l'indique, Saint-Laurent-l'Abbaye s'est constitué à partir de l'abbaye Saint-Laurent-les-Cosne fondée au VIe siècle.
- 1699 (18 juillet) : Saint-Laurent reçoit la visite de l'évêque d'Auxerre.
- En 1906, alors que le nombre d'habitants s'élève à 417, la commune compte un « instituteur public », un curé, un percepteur, un buraliste, un garde champêtre, deux facteurs... Les cultivateurs (32), les propriétaires exploitants (30) et les vignerons (12) constituent le gros de la population... avec les rentiers (10). Les artisans sont nombreux : sept maçons, quatre bourreliers, trois sabotiers, trois maréchaux, trois charrons, deux charpentiers, deux menuisiers, ainsi que, pour les femmes, huit couturières et trois lingères. Les commerçants sont bien représentés : trois aubergistes, trois épiciers, un boulanger, un boucher, un charcutier. Les journaliers, eux, sont relativement peu nombreux - 10 -, moins que les domestiques (15). Au total, on relève à Saint-Laurent 35 professions différentes. 19 « enfants assistés », tous nés à Paris, sont accueillis dans les familles. Plus de la moitié des habitants sont nés à Saint-Laurent. Il n’y a aucun étranger dans la commune[15].
- 1925 : le portail de l'abbaye est démonté.
- 1945 (13 février) : effondrement du clocher de l'église.
- 1980 : création de l'Association pour la sauvegarde, la protection et l'amélioration du site de l'ancienne abbaye (A.S.P.A.S).
- 2023 (7 juillet) : l’école élémentaire du village ferme définitivement ses portes[16].

## Politique et administration
| Période                                  | Période   | Identité        | Étiquette | Qualité             |
| ---------------------------------------- | --------- | --------------- | --------- | ------------------- |
| avant 1981                               | ?         | Modeste Creps   | DVG       |                     |
| mars 2001                                | mars 2008 | Jean-Luc Lebrun | PCF       | Conseiller régional |
| mars 2008                                | En cours  | Jean Fournier   |           | Retraité            |
| Les données manquantes sont à compléter. |           |                 |           |                     |

## Démographie
L'évolution du nombre d'habitants est connue à travers les recensements de la population effectués dans la commune depuis 1793. Pour les communes de moins de 10 000 habitants, une enquête de recensement portant sur toute la population est réalisée tous les cinq ans, les populations de référence des années intermédiaires étant quant à elles estimées par interpolation ou extrapolation. Pour la commune, le premier recensement exhaustif entrant dans le cadre du nouveau dispositif a été réalisé en 2005.

En 2022, la commune comptait 216 habitants, en stagnation par rapport à 2016 (Nièvre : −3,28 %, France hors Mayotte : +2,11 %).
| 1793 | 1800 | 1806 | 1821 | 1831 | 1836 | 1841 | 1846 | 1851 |
| ---- | ---- | ---- | ---- | ---- | ---- | ---- | ---- | ---- |
| 525  | 930  | 517  | 432  | 477  | 493  | 488  | 438  | 486  |

| 1856 | 1861 | 1866 | 1872 | 1876 | 1881 | 1886 | 1891 | 1896 |
| ---- | ---- | ---- | ---- | ---- | ---- | ---- | ---- | ---- |
| 489  | 469  | 498  | 507  | 479  | 503  | 526  | 504  | 437  |

| 1901 | 1906 | 1911 | 1921 | 1926 | 1931 | 1936 | 1946 | 1954 |
| ---- | ---- | ---- | ---- | ---- | ---- | ---- | ---- | ---- |
| 424  | 417  | 397  | 341  | 329  | 285  | 280  | 282  | 223  |

| 1962 | 1968 | 1975 | 1982 | 1990 | 1999 | 2005 | 2006 | 2010 |
| ---- | ---- | ---- | ---- | ---- | ---- | ---- | ---- | ---- |
| 241  | 224  | 210  | 177  | 209  | 207  | 226  | 227  | 240  |

| 2015 | 2020 | 2022 | - | - | - | - | - | - |
| ---- | ---- | ---- | - | - | - | - | - | - |
| 218  | 214  | 216  | - | - | - | - | - | - |

## Culture locale et patrimoine

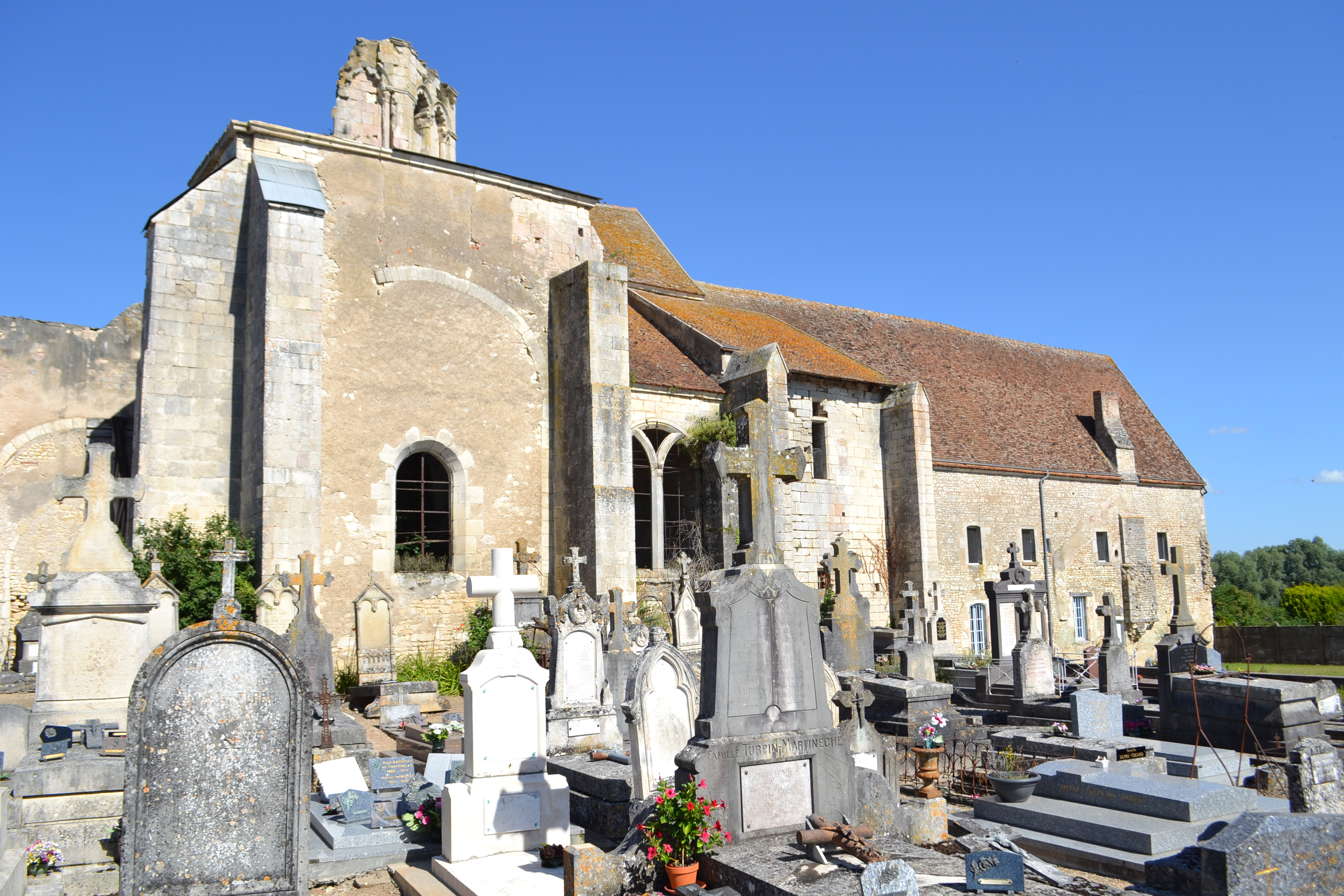
Vestiges de l'abbaye et cimetière.

### Lieux et monuments
- Abbaye Saint-Laurent-lès-Cosne
- Église Saint-Laurent : Sur les trompes de la coupole se trouvaient quatre petits personnages, dont l’un est tombé il y a quelques années, jouant du rebec (une sorte de violon) ; le personnage tombé a été  Classé MH (1976)[21].

### Personnalités liées à la commune
- George Grey Barnard (1863-1938), sculpteur et collectionneur américain ; il achète le portail de l’église Saint-Laurent et le revend, en 1927, au musée des beaux-arts de Philadelphie (États-Unis).

- Jeanne Pautrat (1917-2022), présidente d’honneur de l’Association pour la sauvegarde et la promotion de l’abbaye et du site, historienne locale[22], bienfaitrice de la commune[23].

### Héraldique
| Blason de Saint-Laurent-l'Abbaye | Blason  | De gueules à un crosseron d'abbé d'argent accosté en pointe des lettres S et L d'or (au comble d'argent chargé de l'inscription « St LAURENT L'ABBAYE » de sable). |
| Blason de Saint-Laurent-l'Abbaye | Détails | Inspiré des armes de l'abbaye Saint-Laurent-lès-Cosne. Le statut officiel du blason reste à déterminer.                                                            |